# Lygus potentillae
Lygus potentillae är en insektsart som beskrevs av Kelton 1973. Lygus potentillae ingår i släktet Lygus och familjen ängsskinnbaggar. Inga underarter finns listade i Catalogue of Life.